# Tomàs Tebé Vilasaló
Tomàs Tebé Vilasaló (1 de maig de 1928 - Barcelona, 18 de març de 1977) fou un editor català. Treballà a l'Editorial Selecta amb Josep M. Cruzet, fundada l'any 1946. En aquella editorial fou, amb Josep Miracle, director literari de l'edició de les obres completes de Jacint Verdaguer. També va editar el primer llibre de Jaume Cabré.